# Ozodicera (Ozodicera) thaumasta
Ozodicera (Ozodicera) thaumasta is een tweevleugelige uit de familie langpootmuggen (Tipulidae). De soort komt voor in het Neotropisch gebied.